# Lunz am See
Lunz am See är en köpingskommun i distriktet Scheibbs i förbundslandet Niederösterreich i Österrike. Kommunen ligger vid floden Ybbs och har en biologisk station.
Den biologiska stationen anlades 1906 på initiativ av den österrikiske godsägaren doktor Carl Kupelwieser. Från 1923 förvaltades den av ett särskilt sällskap, vars huvudmedlemmar utgjordes av Akademie der Wissenschaften i Wien och Kaiser Wilhelm-Gesellschaft i Berlin.